# ガーデン・メリット賞
ガーデン・メリット賞（英語: Award of Garden Merit、略称: AGM賞）は、イギリスの王立園芸協会（RHS）が植物の種類に与える品質の賞である。賞の判定は毎年対象の種類が受ける、イギリスの生育環境で栽培した出来栄えを評価するための実験により実施される。試験の時期は種類によって一年又は数年間になり、場所は協会管理のワイズリ植物園（en:RHS Garden, Wisley）、その他協会管理の庭園又は、専門管理で育てられている植物の場合はその現場になる。実験結果の報告はブックレットと協会のウェッブサイトにより公開される。受賞された種類はその後、その種類が未だ入手可能で、その種類の品質もより最近に登場した種類に劣っていないことを確認するために定期的に再検討される。
ガーデン・メリット賞は同じ王立園芸協会のメリット賞（en:Award of Merit）と区別され、後者の対象は庭園用植物ではなく「展示に対する大きなメリットがある」と判定されたものである。
ガーデン・メリット賞の交付条件は次のとおり。
- 園芸業界によって入手できること
- 庭における観葉植物またはその他利用の植物として抜群に優秀であること
- 体質が良いこと
- 高度の専門的な生育条件および維持が必要ではないこと
- 影響を受けやすい特定の病気又は害虫がないこと
- 隔世遺伝が不適切な程度に発生しないこと

ガーデン・メリット賞の印は柄付き賞杯の形をし、耐寒性の定格も示される。

## 受賞したサクラ
イギリス各地に広まっている数十品種の日本のサクラのうち、ベニユタカ（紅豊）やリュウウンインベニヤエザクラ（龍雲院紅八重桜）など19品種がガーデン・メリット賞に選ばれている。